# Capitophorus bulgaricus
Capitophorus bulgaricus är en insektsart. Capitophorus bulgaricus ingår i släktet Capitophorus och familjen långrörsbladlöss. Inga underarter finns listade i Catalogue of Life.